# 모치즈키 아리사
모치즈키 아리사(일본어: 望月 ありさ, 1994년 4월 15일 ~ )는 일본의 여자 축구 선수이다.

## 구단 경력
나데시코 리그, WE리그의 닛테레 벨레자, AC 나가노 파르세이루, 요코하마 FC 시걸스, 오미야 아르디자 VENTUS, 제프 유나이티드 지바에서 활동했다.

## 국가대표팀 경력
그녀는 2010년 FIFA U-17 여자 월드컵에 참가할 일본 U-17 국가대표팀에 발탁되었다. 2012년 FIFA U-20 여자 월드컵에도 출전, 3위.